# Seppellimento di Cristo
Il Seppellimento di Cristo è un affresco di Pietro Lorenzetti, facente parte delle Storie della Passione di Cristo nel transetto sinistro della basilica inferiore di San Francesco ad Assisi. Il ciclo è databile al 1310-1319 circa.

## Descrizione e stile
La scena, simmetrica alla Deposizione, mostra gli stessi personaggi della scena precedente, questa volta raccolti attorno al sarcofago di Gesù, in cui il corpo sta per essere deposto tramite il sudario, teso da Giuseppe d'Arimatea, Nicodemo e Giovanni apostolo. La Vergine bacia e abbraccia un'ultima volta il figlio, assistita da due Maria e la Maddalena, colte in gesti di viva disperazione: una porta i palmi aperti ai lati del viso, una solleva le mani giunte in preghiera, un'altra si tira i capelli ruotando la testa in avanti in modo da mostrare la scriminatura, un dettaglio caro ai senesi che userà anche Simone Martini. 
Con la caduta del colore azzurro che ricopriva il manto della Madonna è soprattutto la Maddalena a fare oggi da fulcro alla scena, con la sua veste rossa su cui ricadono, come due tende scostate, le lunghe onde dei capelli biondi.